# Artur Boruc
Artur Boruc (ˈartur ˈbɔruts; Siedlce, 20 febbraio 1980) è un ex calciatore polacco, di ruolo portiere.
Era soprannominato King Artur, in relazione al leggendario re.

## Carriera

### Club

#### Gli inizi

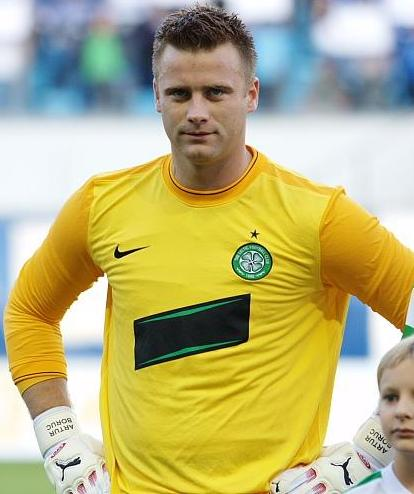
Boruc con la maglia del Celtic

Inizia a giocare con la maglia del Pogoń Siedlce, squadra di Siedlce, la sua città natale in Polonia. La stagione successiva viene ingaggiato dal Legia Varsavia, giocando inizialmente nella squadra delle riserve e venendo poi ceduto in prestito al Dolcan Ząbki. Nel marzo 2002 fa il suo debutto con la prima squadra del Legia, imponendosi come titolare fisso durante la stagione 2002-2003. Nel giugno 2004 segna il suo unico gol con la maglia del Legia, trasformando un calcio di rigore in una partita casalinga contro il Widzew Łódź (6-0 il risultato finale) e festeggiando sventolando la bandierina del calcio d'angolo. Ha giocato nel Legia dal 2001 al 2005 scendendo in campo 69 volte.

#### Celtic
Il 20 luglio 2005 passa al Celtic, in prestito per il primo anno, con cui ha firmato un contratto triennale successivamente rinnovato fino al 2011. Il 21 novembre 2006, in una partita di Champions League contro il Manchester United, ha permesso al Celtic di qualificarsi alla fase a eliminazione diretta parando un rigore a Louis Saha all'89'. Nel dicembre 2006 viene nominato giocatore del mese della Scottish Premier League. Il suo talento viene confermato con la nomina al premio Scottish PFA Players' Player of the Year del 2007. Nello stesso anno diventa uno dei protagonisti dell'Old Firm: si fece il segno della croce sotto la curva degli avversari, ne uscì con un ammonimento giudiziario per aver provocato la folla. Il Celtic è stato contrapposto allo Spartak Mosca nel terzo turno di qualificazione alla Champions League 2007-2008; la partita finisce ai calci di rigore e Boruc ne ha parati due, permettendo al Celtic di qualificarsi per il turno successivo. Il 20 ottobre 2008 viene nominato insieme ad altri 54 giocatori (di cui 5 portieri) per i FIFPro World XI Player Awards. Il 28 gennaio 2009 ha trasformato un rigore durante i calci di rigore nelle semifinali di Coppa di Lega contro il Dundee United. Il 12 dicembre 2009 disputa la sua 200ª partita con la maglia del Celtic, nella vittoria per 3-2 contro il Motherwell. Il 4 maggio 2010 disputa la sua ultima partita con la maglia del Celtic nella vittoria per 2-1 contro gli storici rivali dei Rangers.
In un derby contro il Rangers mostrò una maglia in onore del Papa Giovanni Paolo II; da quel momento, in Scozia, venne soprannominato "portiere santo".

#### Fiorentina
Il 14 luglio 2010 è stato acquistato dalla Fiorentina per circa 1,2 milioni di euro firmando un contratto biennale. Inizia quindi la stagione da riserva e fa il suo esordio ufficiale da titolare il 26 ottobre in Coppa Italia nella vittoria contro l'Empoli (1-0). Poi, complice il grave infortunio al ginocchio di Frey, diventa il titolare della squadra viola. A partire dalla stagione 2011-2012, con la cessione del portiere francese al Genoa, Boruc è subito titolare passando dal numero 84 al numero 1. Il 30 giugno 2012, non venendo esercitata l'opzione di rinnovo, si svincola dalla Fiorentina.

#### Southampton
Il 22 settembre 2012 firma un contratto annuale con il Southampton. Il 28 ottobre 2012 sarebbe stato coinvolto in un incidente dopo il secondo gol del Tottenham Hotspur, quando ha risposto ad alcuni fischi provenienti da dietro di lui, prima applaudendo sarcasticamente i tifosi di casa, poi lanciando verso di loro una bottiglia d'acqua.

#### Bournemouth
Il 19 settembre 2014 viene ceduto in prestito per quattro mesi al Bournemouth, club militante in Football League Championship e attualmente in Premier League. Con il Bournemouth vince l'edizione 2014-2015 della Football League Championship, consegnando alla sua squadra la promozione in Premier League.

#### Il ritorno al Legia
Il 1 agosto 2020 viene ufficializzato il suo passaggio al Legia Varsavia, dove aveva già giocato in passato.

### Nazionale
Il 28 aprile 2004 debutta con la maglia della Polonia contro l'Irlanda. Fa parte della squadra polacca ai Mondiali 2006 ed agli Europei 2008, in entrambe le manifestazioni è il portiere titolare. Non risulta fra i convocati agli Europei 2012, non disputando alcuna partita con la sua selezione fra il 2010 e il 2013, nonostante sia stato comunque regolarmente convocato col ruolo di secondo o terzo portiere.
Torna in campo dopo 3 anni nell'amichevole vinta per 2-0 contro l'Irlanda del 6 febbraio 2013, dopo una lunga assenza dovuta anche all'affermarsi di portiere più giovani come Szczesny e Fabianski.
Viene convocato per gli Europei 2016 in Francia, con il ruolo di terzo portiere non trovando spazio in nessuna delle gare della sua nazionale, che concluderà la sua avventura ai quarti di finale perdendo contro il futuro campione Portogallo.
La sua ultima apparizione con la nazionale è datata 10 novembre 2017, nell'amichevole terminata 0-0 contro l'Uruguay, dove il portiere indossa la fascia di capitano ed esce al 45º per far spazio a Fabianski. Ha collezionato 65 presenze totali.

## Statistiche

### Presenze e reti nei club
| Stagione              | Squadra               | Campionato            | Campionato | Campionato | Coppe nazionali | Coppe nazionali | Coppe nazionali | Coppe continentali | Coppe continentali | Coppe continentali | Altre coppe | Altre coppe | Altre coppe | Totale | Totale  |
| Stagione              | Squadra               | Comp                  | Pres       | Reti       | Comp            | Pres            | Reti            | Comp               | Pres               | Reti               | Comp        | Pres        | Reti        | Pres   | Reti    |
| --------------------- | --------------------- | --------------------- | ---------- | ---------- | --------------- | --------------- | --------------- | ------------------ | ------------------ | ------------------ | ----------- | ----------- | ----------- | ------ | ------- |
| 1998-1999             | Pogoń Siedlce         | 4L                    | 12         | ?          | -               | -               | -               | -                  | -                  | -                  | -           | -           | -           | 12     | ?       |
| 1999-2000             | Legia Varsavia II     | 3L                    | -          | -          | -               | -               | -               | -                  | -                  | -                  | -           | -           | -           | -      | -       |
| 2000-2001             | Dolcan Ząbki          | 2L                    | 16         | ?          | -               | -               | -               | -                  | -                  | -                  | -           | -           | -           | 16     | ?       |
| 2001-2002             | Legia Varsavia        | EK                    | 5          | -4         | CP              | 1               | -1              | -                  | -                  | -                  | -           | -           | -           | 6      | -5      |
| 2002-2003             | Legia Varsavia        | EK                    | 12         | -11        | CP              | 0               | 0               | -                  | -                  | -                  | -           | -           | -           | 12     | -11     |
| 2003-2004             | Legia Varsavia        | EK                    | 26         | -19; 1     | CP              | 4               | -2              | -                  | -                  | -                  | -           | -           | -           | 30     | -21; 1  |
| 2004-2005             | Legia Varsavia        | EK                    | 26         | -19        | CP              | 10              | -12             | CU                 | 4                  | -4                 | -           | -           | -           | 40     | -35     |
| 2005-2006             | Celtic                | SPL                   | 34         | -28        | SC+CdL          | 1+4             | -2 + -2         | UCL                | 1                  | 0                  | -           | -           | -           | 40     | -37     |
| 2006-2007             | Celtic                | SPL                   | 36         | -23        | SC+CdL          | 5+2             | -3 + -1         | UCL                | 8                  | -10                | -           | -           | -           | 51     | -37     |
| 2007-2008             | Celtic                | SPL                   | 30         | -20        | SC+CdL          | 4+2             | -3 + -3         | UCL                | 9                  | -13                | -           | -           | -           | 45     | -39     |
| 2008-2009             | Celtic                | SPL                   | 34         | -28        | SC+CdL          | 3+4             | -3 + -1         | UCL                | 6                  | -7                 | -           | -           | -           | 47     | -39     |
| 2009-2010             | Celtic                | SPL                   | 28         | -26        | SC+CdL          | 2+0             | -2              | UCL+UEL            | 4+4                | -6+ -7             | -           | -           | -           | 38     | -41     |
| Totale Celtic         | Totale Celtic         | Totale Celtic         | 162        | -125       |                 | 27              | -20             |                    | 32                 | -43                |             | -           | -           | 221    | -188    |
| 2010-2011             | Fiorentina            | A                     | 26         | -29        | CI              | 1               | 0               | -                  | -                  | -                  | -           | -           | -           | 27     | -29     |
| 2011-2012             | Fiorentina            | A                     | 36         | -41        | CI              | 1               | -1              | -                  | -                  | -                  | -           | -           | -           | 37     | -42     |
| Totale Fiorentina     | Totale Fiorentina     | Totale Fiorentina     | 62         | -70        |                 | 2               | -1              |                    | -                  | -                  |             | -           | -           | 64     | -71     |
| 2012-2013             | Southampton           | PL                    | 20         | -28        | FACup+CdL       | 1+0             | -5              | -                  | -                  | -                  | -           | -           | -           | 21     | -33     |
| 2013-2014             | Southampton           | PL                    | 29         | -26        | FACup+CdL       | 0               | 0               | -                  | -                  | -                  | -           | -           | -           | 29     | -26     |
| Totale Southampton    | Totale Southampton    | Totale Southampton    | 49         | -54        |                 | 1               | -5              |                    | -                  | -                  |             | -           | -           | 50     | -59     |
| 2014-2015             | Bournemouth           | FLC                   | 37         | -33        | FACup+CdL       | 0+2             | -3              | -                  | -                  | -                  | -           | -           | -           | 39     | -36     |
| 2015-2016             | Bournemouth           | PL                    | 32         | -51        | FACup+CdL       | 0               | 0               | -                  | -                  | -                  | -           | -           | -           | 32     | -51     |
| 2016-2017             | Bournemouth           | PL                    | 35         | -63        | FACup+CdL       | -               | -               | -                  | -                  | -                  | -           | -           | -           | 35     | -63     |
| 2017-2018             | Bournemouth           | PL                    | 0          | 0          | FACup+CdL       | 2+4             | -5 + -4         | -                  | -                  | -                  | -           | -           | -           | 6      | -9      |
| 2018-2019             | Bournemouth           | PL                    | 12         | -18        | FACup+CdL       | 1+4             | -3 + -4         | -                  | -                  | -                  | -           | -           | -           | 17     | -25     |
| 2019-2020             | Bournemouth           | PL                    | 0          | 0          | FACup+CdL       | 0               | 0               | -                  | -                  | -                  | -           | -           | -           | 0      | 0       |
| Totale Bournemouth    | Totale Bournemouth    | Totale Bournemouth    | 116        | -165       |                 | 13              | -19             |                    | -                  | -                  |             | -           | -           | 129    | -184    |
| 2020-2021             | Legia Varsavia        | EK                    | 25         | -21        | CP              | -               | -               | UCL+UEL            | 2+2                | -2+ -3             | -           | -           | -           | 29     | -26     |
| 2021-2022             | Legia Varsavia        | EK                    | 11         | -10        | CP              | 1               | -1              | UCL+UEL            | 6+4                | -5+ -4             | -           | -           | -           | 22     | -20     |
| Totale Legia Varsavia | Totale Legia Varsavia | Totale Legia Varsavia | 105        | -84; 1     |                 | 16              | -16             |                    | 18                 | -18                |             | -           | -           | 139    | -118; 1 |
| Totale carriera       | Totale carriera       | Totale carriera       | 522        | -508;1     |                 | 59              | -61             |                    | 50                 | -61                |             | -           | -           | 631    | -620;1  |

### Cronologia presenze e reti in nazionale
| Cronologia completa delle presenze e delle reti in nazionale ― Polonia | Cronologia completa delle presenze e delle reti in nazionale ― Polonia | Cronologia completa delle presenze e delle reti in nazionale ― Polonia | Cronologia completa delle presenze e delle reti in nazionale ― Polonia | Cronologia completa delle presenze e delle reti in nazionale ― Polonia | Cronologia completa delle presenze e delle reti in nazionale ― Polonia | Cronologia completa delle presenze e delle reti in nazionale ― Polonia | Cronologia completa delle presenze e delle reti in nazionale ― Polonia |
| Data                                                                   | Città                                                                  | In casa                                                                | Risultato                                                              | Ospiti                                                                 | Competizione                                                           | Reti                                                                   | Note                                                                   |
| ---------------------------------------------------------------------- | ---------------------------------------------------------------------- | ---------------------------------------------------------------------- | ---------------------------------------------------------------------- | ---------------------------------------------------------------------- | ---------------------------------------------------------------------- | ---------------------------------------------------------------------- | ---------------------------------------------------------------------- |
| 28-4-2004                                                              | Bydgoszcz                                                              | Polonia                                                                | 0 – 0                                                                  | Irlanda                                                                | Amichevole                                                             | -                                                                      | 58’                                                                    |
| 29-5-2004                                                              | Stettino                                                               | Polonia                                                                | 1 – 0                                                                  | Grecia                                                                 | Amichevole                                                             | -                                                                      | 46’                                                                    |
| 11-7-2004                                                              | Chicago                                                                | Stati Uniti                                                            | 1 – 1                                                                  | Polonia                                                                | Amichevole                                                             | -1                                                                     | 11’                                                                    |
| 18-8-2004                                                              | Poznań                                                                 | Polonia                                                                | 1 – 5                                                                  | Danimarca                                                              | Amichevole                                                             | -3                                                                     | 46’                                                                    |
| 9-2-2005                                                               | Grodzisk Wielkopolski                                                  | Polonia                                                                | 1 – 3                                                                  | Bielorussia                                                            | Amichevole                                                             | -2                                                                     | 46’                                                                    |
| 27-4-2005                                                              | Chicago                                                                | Messico                                                                | 1 – 1                                                                  | Polonia                                                                | Amichevole                                                             | -1                                                                     |                                                                        |
| 29-5-2005                                                              | Stettino                                                               | Polonia                                                                | 1 – 0                                                                  | Albania                                                                | Amichevole                                                             | -                                                                      |                                                                        |
| 17-8-2005                                                              | Kiev                                                                   | Israele                                                                | 2 – 3                                                                  | Polonia                                                                | Amichevole                                                             | -                                                                      | 34’                                                                    |
| 3-9-2005                                                               | Varsavia                                                               | Polonia                                                                | 3 – 2                                                                  | Austria                                                                | Qual. Mondiali 2006                                                    | -2                                                                     |                                                                        |
| 7-9-2005                                                               | Varsavia                                                               | Polonia                                                                | 1 – 0                                                                  | Galles                                                                 | Qual. Mondiali 2006                                                    | -                                                                      |                                                                        |
| 7-10-2005                                                              | Bydgoszcz                                                              | Polonia                                                                | 3 – 2                                                                  | Islanda                                                                | Amichevole                                                             | -2                                                                     |                                                                        |
| 12-10-2005                                                             | Manchester                                                             | Inghilterra                                                            | 2 – 1                                                                  | Polonia                                                                | Qual. Mondiali 2006                                                    | -2                                                                     |                                                                        |
| 13-11-2005                                                             | Barcellona                                                             | Polonia                                                                | 3 – 0                                                                  | Ecuador                                                                | Amichevole                                                             | -                                                                      | 66’                                                                    |
| 1-3-2006                                                               | Kaiserslautern                                                         | Stati Uniti                                                            | 1 – 0                                                                  | Polonia                                                                | Amichevole                                                             | -1                                                                     | 46’                                                                    |
| 14-5-2006                                                              | Łódź                                                                   | Polonia                                                                | 4 – 0                                                                  | Fær Øer                                                                | Amichevole                                                             | -                                                                      | 46’                                                                    |
| 30-5-2006                                                              | Chorzów                                                                | Polonia                                                                | 1 – 2                                                                  | Colombia                                                               | Amichevole                                                             | -1                                                                     | 46’                                                                    |
| 3-6-2006                                                               | Wolfsburg                                                              | Croazia                                                                | 0 – 1                                                                  | Polonia                                                                | Amichevole                                                             | -                                                                      |                                                                        |
| 9-6-2006                                                               | Gelsenkirchen                                                          | Ecuador                                                                | 2 – 0                                                                  | Polonia                                                                | Mondiali 2006 - 1º turno                                               | -2                                                                     |                                                                        |
| 14-6-2006                                                              | Dortmund                                                               | Polonia                                                                | 0 – 1                                                                  | Germania                                                               | Mondiali 2006 - 1º turno                                               | -1                                                                     | 88’                                                                    |
| 20-6-2006                                                              | Hannover                                                               | Polonia                                                                | 2 – 1                                                                  | Costa Rica                                                             | Mondiali 2006 - 1º turno                                               | -1                                                                     | 90’                                                                    |
| 15-11-2006                                                             | Bruxelles                                                              | Belgio                                                                 | 0 – 1                                                                  | Polonia                                                                | Qual. Euro 2008                                                        | -                                                                      |                                                                        |
| 7-2-2007                                                               | Jerez de la Frontera                                                   | Slovacchia                                                             | 2 – 2                                                                  | Polonia                                                                | Amichevole                                                             | -2                                                                     | 64’                                                                    |
| 24-3-2007                                                              | Varsavia                                                               | Polonia                                                                | 5 – 0                                                                  | Azerbaigian                                                            | Qual. Euro 2008                                                        | -                                                                      |                                                                        |
| 28-3-2007                                                              | Kielce                                                                 | Polonia                                                                | 1 – 0                                                                  | Armenia                                                                | Qual. Euro 2008                                                        | -                                                                      |                                                                        |
| 2-6-2007                                                               | Baku                                                                   | Azerbaigian                                                            | 1 – 3                                                                  | Polonia                                                                | Qual. Euro 2008                                                        | -1                                                                     |                                                                        |
| 6-6-2007                                                               | Erevan                                                                 | Armenia                                                                | 1 – 0                                                                  | Polonia                                                                | Qual. Euro 2008                                                        | -1                                                                     |                                                                        |
| 22-8-2007                                                              | Mosca                                                                  | Russia                                                                 | 2 – 2                                                                  | Polonia                                                                | Amichevole                                                             | -2                                                                     | 46’                                                                    |
| 8-9-2007                                                               | Lisbona                                                                | Portogallo                                                             | 2 – 2                                                                  | Polonia                                                                | Qual. Euro 2008                                                        | -2                                                                     | 20’                                                                    |
| 12-9-2007                                                              | Helsinki                                                               | Finlandia                                                              | 0 – 0                                                                  | Polonia                                                                | Qual. Euro 2008                                                        | -                                                                      |                                                                        |
| 13-10-2007                                                             | Varsavia                                                               | Polonia                                                                | 3 – 1                                                                  | Kazakistan                                                             | Qual. Euro 2008                                                        | -1                                                                     |                                                                        |
| 17-11-2007                                                             | Chorzów                                                                | Polonia                                                                | 2 – 0                                                                  | Belgio                                                                 | Qual. Euro 2008                                                        | -                                                                      |                                                                        |
| 6-2-2008                                                               | Praga                                                                  | Rep. Ceca                                                              | 0 – 2                                                                  | Polonia                                                                | Amichevole                                                             | -                                                                      | 46’                                                                    |
| 26-3-2008                                                              | Cracovia                                                               | Polonia                                                                | 0 – 3                                                                  | Stati Uniti                                                            | Amichevole                                                             | -3                                                                     |                                                                        |
| 1-6-2008                                                               | Chorzów                                                                | Polonia                                                                | 1 – 1                                                                  | Danimarca                                                              | Amichevole                                                             | -1                                                                     |                                                                        |
| 8-6-2008                                                               | Klagenfurt                                                             | Polonia                                                                | 0 – 2                                                                  | Germania                                                               | Euro 2008 - 1º turno                                                   | -2                                                                     |                                                                        |
| 12-6-2008                                                              | Vienna                                                                 | Austria                                                                | 1 – 1                                                                  | Polonia                                                                | Euro 2008 - 1º turno                                                   | -1                                                                     |                                                                        |
| 16-6-2008                                                              | Klagenfurt                                                             | Polonia                                                                | 0 – 1                                                                  | Croazia                                                                | Euro 2008 - 1º turno                                                   | -1                                                                     |                                                                        |
| 11-10-2008                                                             | Cracovia                                                               | Polonia                                                                | 2 – 1                                                                  | Rep. Ceca                                                              | Qual. Mondiali 2010                                                    | -1                                                                     |                                                                        |
| 15-10-2008                                                             | Bratislava                                                             | Slovacchia                                                             | 2 – 1                                                                  | Polonia                                                                | Qual. Mondiali 2010                                                    | -2                                                                     |                                                                        |
| 11-2-2009                                                              | Vila Real de Santo António                                             | Galles                                                                 | 0 – 1                                                                  | Polonia                                                                | Amichevole                                                             | -                                                                      | 46’                                                                    |
| 28-3-2009                                                              | Belfast                                                                | Irlanda del Nord                                                       | 3 – 2                                                                  | Polonia                                                                | Qual. Mondiali 2010                                                    | -3                                                                     |                                                                        |
| 12-8-2009                                                              | Bydgoszcz                                                              | Polonia                                                                | 2 – 0                                                                  | Grecia                                                                 | Amichevole                                                             | -                                                                      |                                                                        |
| 5-9-2009                                                               | Cracovia                                                               | Polonia                                                                | 1 – 1                                                                  | Irlanda del Nord                                                       | Qual. Mondiali 2010                                                    | -1                                                                     |                                                                        |
| 9-9-2009                                                               | Maribor                                                                | Slovenia                                                               | 3 – 0                                                                  | Polonia                                                                | Qual. Mondiali 2010                                                    | -3                                                                     |                                                                        |
| 4-9-2010                                                               | Danzica                                                                | Polonia                                                                | 1 – 1                                                                  | Ucraina                                                                | Amichevole                                                             | -1                                                                     | 85’                                                                    |
| 9-9-2010                                                               | Chicago                                                                | Stati Uniti                                                            | 2 – 2                                                                  | Polonia                                                                | Amichevole                                                             | -2                                                                     |                                                                        |
| 6-2-2013                                                               | Dublino                                                                | Irlanda                                                                | 2 – 0                                                                  | Polonia                                                                | Amichevole                                                             | -1                                                                     | 46’                                                                    |
| 22-3-2013                                                              | Varsavia                                                               | Polonia                                                                | 1 – 3                                                                  | Ucraina                                                                | Qual. Mondiali 2014                                                    | -3                                                                     |                                                                        |
| 26-3-2013                                                              | Varsavia                                                               | Polonia                                                                | 5 – 0                                                                  | San Marino                                                             | Qual. Mondiali 2014                                                    | -                                                                      |                                                                        |
| 4-6-2013                                                               | Cracovia                                                               | Polonia                                                                | 2 – 0                                                                  | Liechtenstein                                                          | Amichevole                                                             | -                                                                      | 34’                                                                    |
| 7-6-2013                                                               | Chișinău                                                               | Moldavia                                                               | 1 – 1                                                                  | Polonia                                                                | Qual. Mondiali 2014                                                    | -1                                                                     |                                                                        |
| 14-8-2013                                                              | Danzica                                                                | Polonia                                                                | 3 – 2                                                                  | Danimarca                                                              | Amichevole                                                             | -                                                                      | 46’                                                                    |
| 6-9-2013                                                               | Varsavia                                                               | Polonia                                                                | 1 – 1                                                                  | Montenegro                                                             | Qual. Mondiali 2014                                                    | -1                                                                     |                                                                        |
| 10-9-2013                                                              | Serravalle                                                             | San Marino                                                             | 1 – 5                                                                  | Polonia                                                                | Qual. Mondiali 2014                                                    | -1                                                                     |                                                                        |
| 11-10-2013                                                             | Charkiv                                                                | Ucraina                                                                | 1 – 0                                                                  | Polonia                                                                | Qual. Mondiali 2014                                                    | -1                                                                     |                                                                        |
| 15-11-2013                                                             | Varsavia                                                               | Polonia                                                                | 0 – 2                                                                  | Slovacchia                                                             | Amichevole                                                             | -2                                                                     |                                                                        |
| 13-5-2014                                                              | Amburgo                                                                | Germania                                                               | 0 – 0                                                                  | Polonia                                                                | Amichevole                                                             | -                                                                      | Cap.                                                                   |
| 6-6-2014                                                               | Danzica                                                                | Polonia                                                                | 2 – 1                                                                  | Lituania                                                               | Amichevole                                                             | -1                                                                     | 46’                                                                    |
| 18-11-2014                                                             | Breslavia                                                              | Polonia                                                                | 2 – 2                                                                  | Svizzera                                                               | Amichevole                                                             | -1                                                                     | 46’                                                                    |
| 16-6-2015                                                              | Danzica                                                                | Polonia                                                                | 0 – 0                                                                  | Grecia                                                                 | Amichevole                                                             | -                                                                      | Cap. 46’                                                               |
| 17-11-2015                                                             | Breslavia                                                              | Polonia                                                                | 3 – 1                                                                  | Rep. Ceca                                                              | Amichevole                                                             | -1                                                                     |                                                                        |
| 26-3-2016                                                              | Breslavia                                                              | Polonia                                                                | 5 – 0                                                                  | Finlandia                                                              | Amichevole                                                             | -                                                                      | 46’                                                                    |
| 6-6-2016                                                               | Cracovia                                                               | Polonia                                                                | 0 – 0                                                                  | Lituania                                                               | Amichevole                                                             | -                                                                      | 46’                                                                    |
| 14-11-2016                                                             | Breslavia                                                              | Polonia                                                                | 1 – 1                                                                  | Slovenia                                                               | Amichevole                                                             | -1                                                                     | 46’                                                                    |
| 10-11-2017                                                             | Varsavia                                                               | Polonia                                                                | 0 – 0                                                                  | Uruguay                                                                | Amichevole                                                             | -                                                                      | Cap. 46’                                                               |
| Totale                                                                 |                                                                        | Presenze                                                               | 65                                                                     |                                                                        | Reti                                                                   | -63                                                                    |                                                                        |

## Palmarès

### Club

#### Competizioni nazionali
- Campionato scozzese: 3

Celtic: 2005-2006, 2006-2007, 2007-2008
- Coppa di Lega scozzese: 2

Celtic: 2005-2006, 2008-2009
- Coppa di Scozia: 1

Celtic: 2006-2007
- Campionato inglese di seconda divisione: 1

Bournemouth: 2014-2015
- Campionato polacco: 1

Legia Varsavia: 2020-2021